# Joseph Berliner

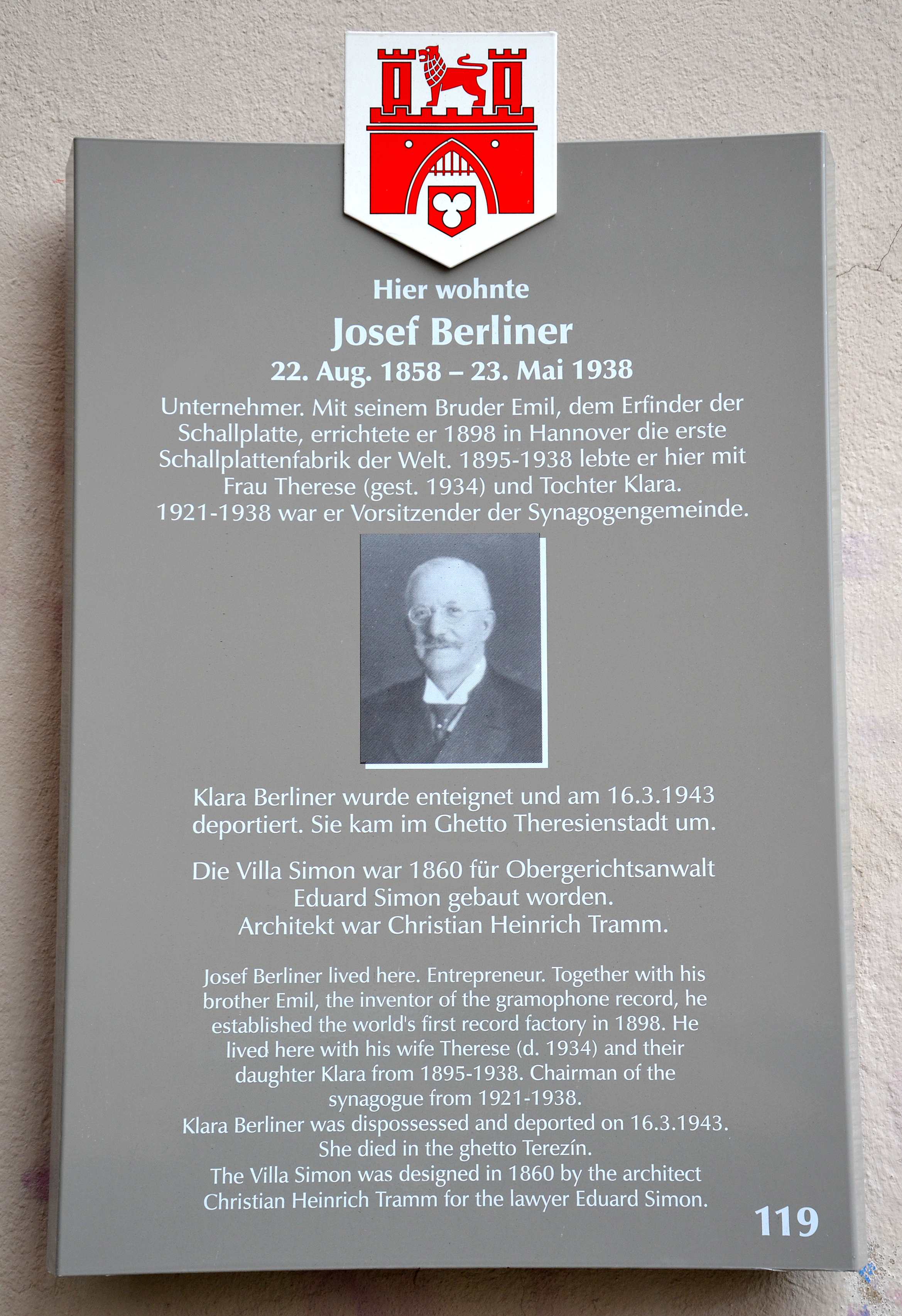
Stadttafel an der Villa Simon für Joseph Berliner und Familienangehörige

Joseph Berliner (* 22. August 1858 in Hannover; † 23. Mai 1938 ebenda) war ein deutscher Fabrikant und Erfinder von Apparaten zum Vulkanisieren undichter Gummipneus.

## Leben
Joseph Berliner war ein Sohn des Kaufmanns Samuel Berliner und Bruder von Emil und Jacob. Nach seiner Banklehre und dem Militärdienst war er für zwei Jahre in den USA und studierte Schwachstromtechnik.

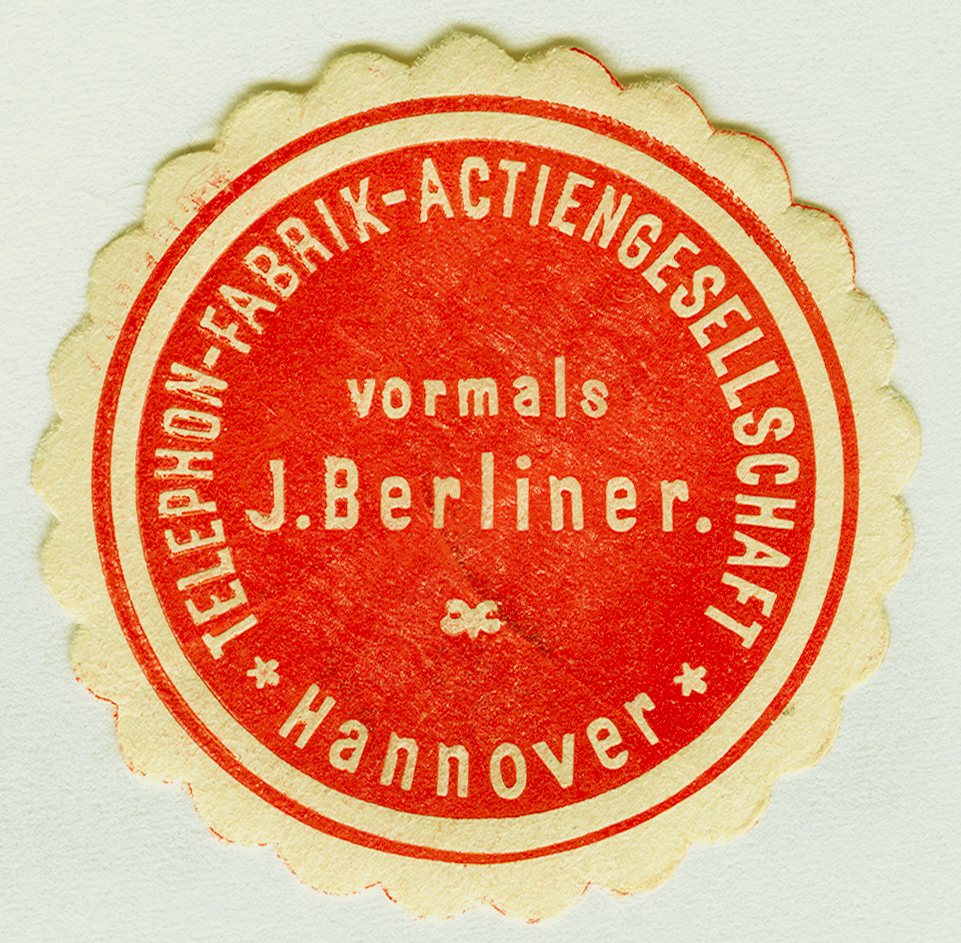
Siegelmarke der Telephon-Fabrik-Actiengesellschaft Hannover, vormals J. Berliner

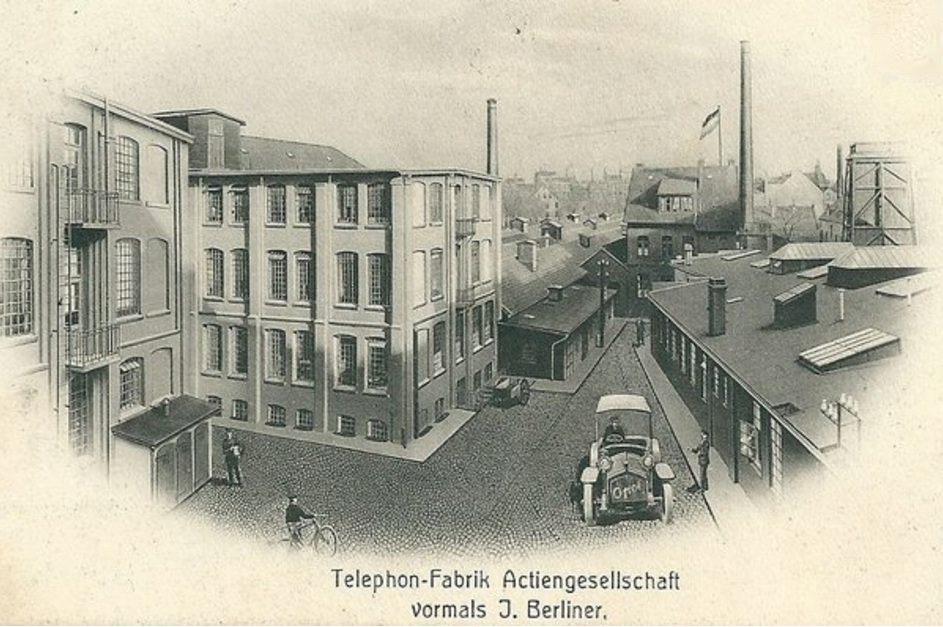
Telephon-Fabrik Actiengesellschaft, vormals J. Berliner in der Kniestraße, heute Edwin-Oppler-Weg 5 in der Nordstadt von Hannover;
Lichtdruck/Lithographie, um 1919

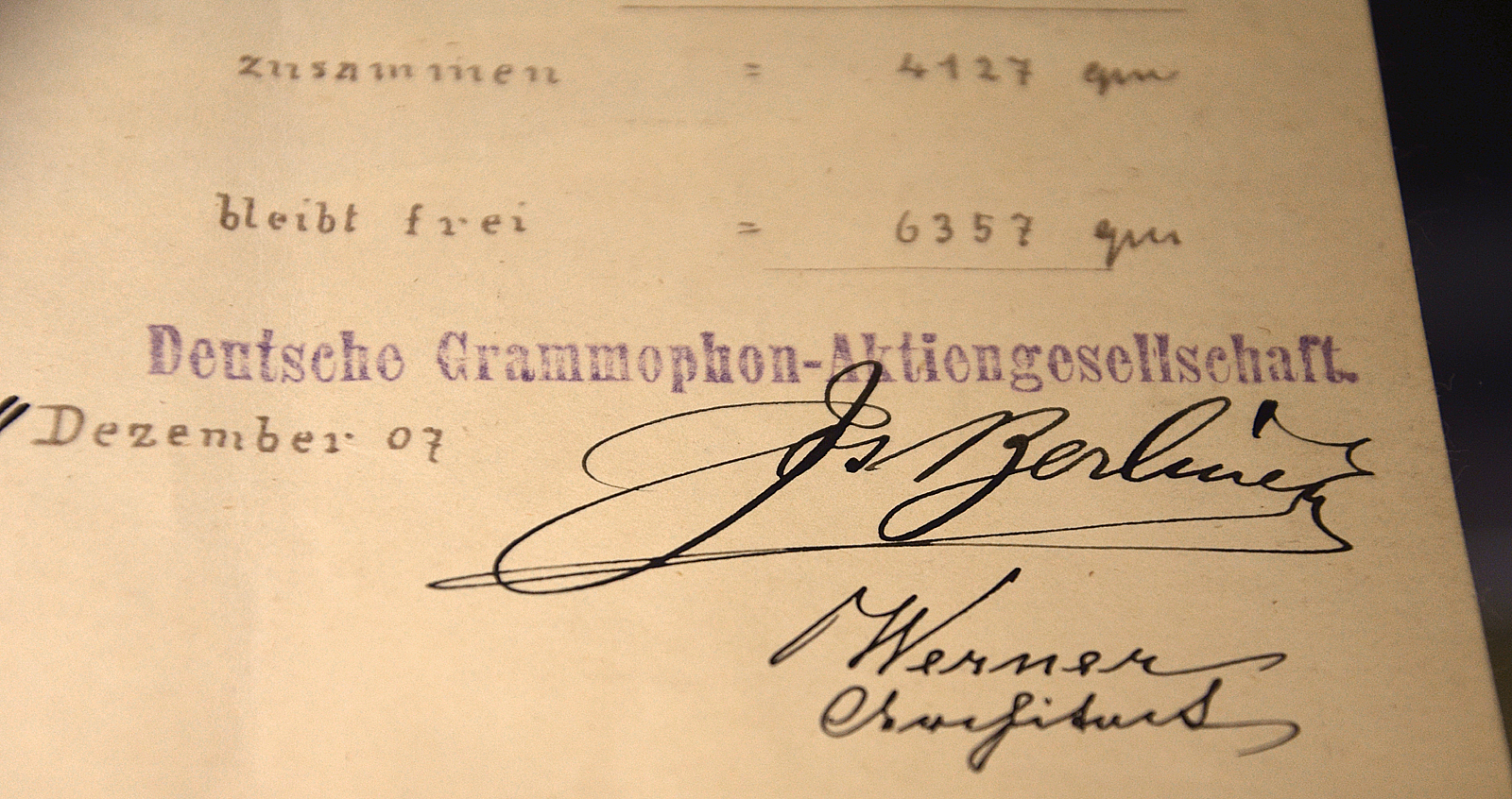
Unterschrift von Joseph Berliner für die Deutsche Grammophon und dem Architekten Werner für die Schallplattenfabrik an der (damaligen) Podbielskistraße 76;
auf dem „Situationsplan [...]“ im Dezember 1907

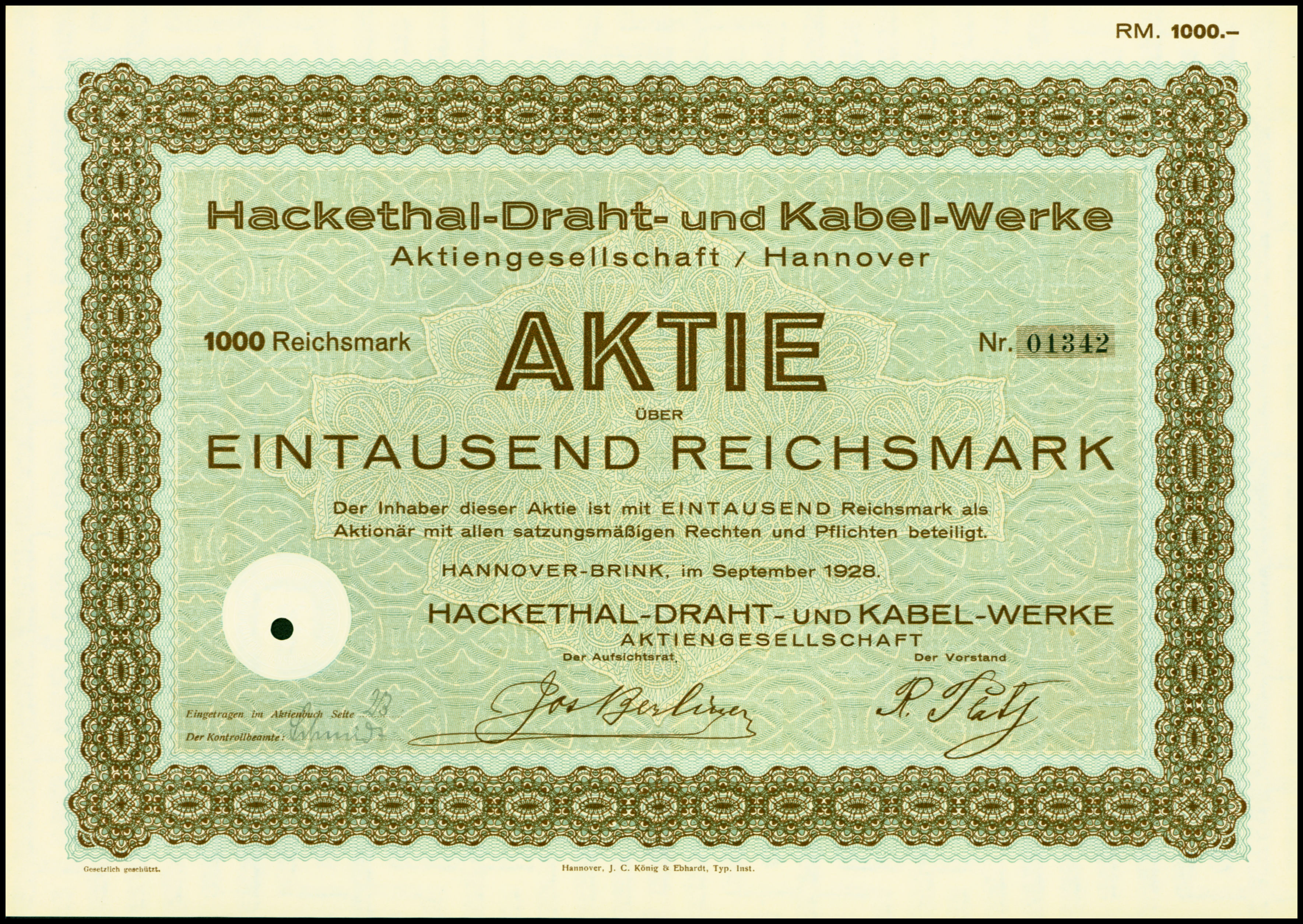
Aktie der Hackethal-Draht- und Kabelwerke AG in Hannover mit Unterschrift von Josef Berliner und Richard Platz;
Druck von J. C. König & Ebhardt, 1928

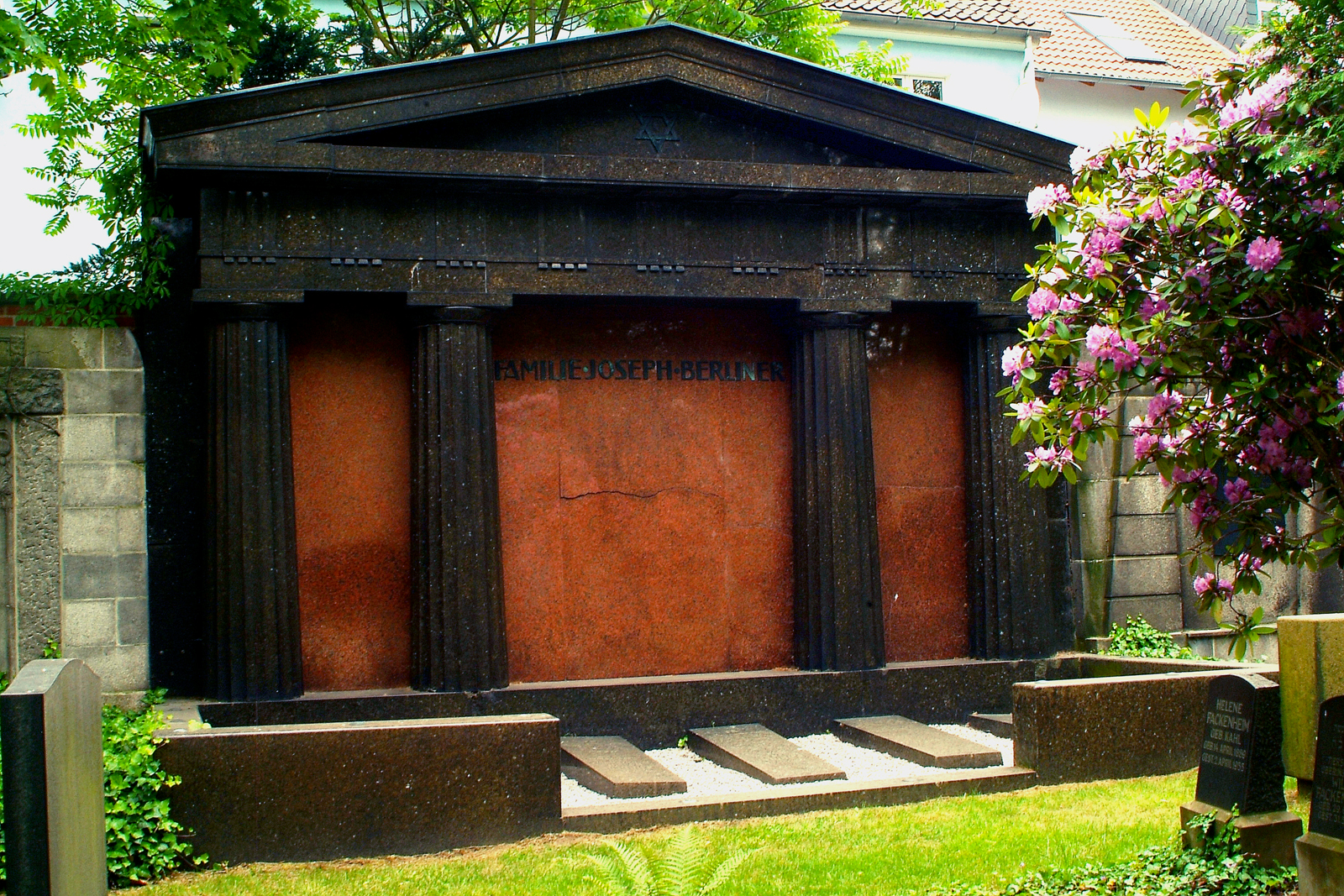
Familiengrab nach Wilhelm Mackensen auf dem Jüdischen Friedhof An der Strangriede

1881 gründete er gemeinsam mit seinem Bruder Emil in Hannover die J. Berliner Telefonfabrik in der Kniestraße. Bei den Ausstellungen 1882 in München, 1883 in Wien und 1891 in Frankfurt/Main stellte er erfolgreich seine neue Übertragungstechnik aus. Das Körner-Mikrofon und Berliners automatischer Hebellinienwähler für Haus- und Reihenanlagen führten zum Aufschwung des Unternehmens und er gründete Filialen in Wien, Berlin, Budapest, London und Paris. 1898 wandelte er sein Unternehmen in eine Aktiengesellschaft um und gründete im gleichen Jahr mit Bruder Emil die Deutsche Grammophon Gesellschaft für die Herstellung von Schallplatten. 1900 gründete er gemeinsam mit seinem Bruder Jacob die Hackethal-Draht-Gesellschaft für die Erfindungen von Louis Hackethal. 1906 legte er die Leitung der Telefon-Fabrik nieder.
Josef Berliner trat 1885 dem Verein Deutscher Ingenieure (VDI) und dem Hannoverschen Bezirksverein des VDI bei. Ab 1895 wohnte er in der Villa Simon am Königsworther Platz. Er war Aufsichtsratsvorsitzender der Mechanischen Weberei in Linden bei Hannover. 1914 wurde er zum Kommerzienrat und 1921 zum Handelsrichter ernannt. 1921 wurde er auch Erster Vorsitzender der Synagogengemeinde und veranlasste den Bau des Jüdischen Friedhofs Bothfeld. Er selbst ist auf dem Jüdischen Friedhof An der Strangriede beerdigt. Sein Grabmal entwarf der Architekt und Hofbaurat Wilhelm Mackensen (1869–1955).
Alleinerbin wurde seine Tochter Klara, da ihre älteren Geschwister früh verstorben waren. In der Brühlstraße nahm sie Verwandte auf, wurde aber bald selbst in verschiedenen Judenhäusern einquartiert, bis sie Anfang März 1943 in das KZ Theresienstadt deportiert wurde, wo sie im Dezember einer Lungenentzündung erlag.